# 小行星2520
小行星2520（2520 Novorossijsk）是一颗围绕太阳公转的小行星。1976年8月26日，尼古拉·切爾尼赫在克里米亚发现了此天体。
該小行星以俄羅斯的城市新罗西斯克命名。
这颗小行星的绝对星等为316.1517951723818等。